# Davidiella liabi
Davidiella liabi är en svampart som först beskrevs av Franz Petrak, och fick sitt nu gällande namn av Aptroot 2006. Davidiella liabi ingår i släktet Davidiella och familjen Davidiellaceae.   Inga underarter finns listade i Catalogue of Life.